# Mộ Dung Trung
Mộ Dung Trung (tiếng Trung: 慕容忠; bính âm: Mùróng Zhōng) (?-386) là vua thứ 6 nước Tây Yên của người Tiên Ti vào thời Ngũ Hồ thập lục quốc trong lịch sử Trung Quốc. Ông là con trai của người sáng lập nên Tây Yên, Tế Bắc vương Mộ Dung Hoằng, Mộ Dung Hoằng là con trai của hoàng đế Mộ Dung Tuấn của Tiền Yên.
Trước đó, đã có tới bốn người cai trị của Tây Yên bị giết chết chỉ trong năm 386, Mộ Dung Trung được tướng Mộ Dung Vĩnh lập làm hoàng đế sau khi Mộ Dung Vĩnh giết chết Mộ Dung Dao. Mộ Dung Trung trao cho Mộ Dung Vĩnh quyền thống lĩnh quân đội và lập ông ta làm Hà Đông công.
Lúc này, người dân Tây Yên đang trên hành trình di cư từ Trường An (kinh đô của Tiền Tần, đã bị Tây Yên chiếm năm 385 song Tây Yên đã bỏ thành vào đầu năm 386 vì họ muốn di cư về quê hương ở phía đông). Sau khi Mộ Dung Trung trở thành hoàng đế, người dân của ông đã tiếp cận được Văn Hỉ (聞喜, nay thuộc Vận Thành, Sơn Tây) và khi họ nghe được tin rằng Mộ Dung Thùy đã lập nước Hậu Yên và xưng đế, họ đã do dự trong việc có nên tiến xa hơn hay không, và xây thành Yên Hi (燕熙) tại Văn Hỉ để làm đại bản doanh tạm thời.
Chỉ ba tháng sau khi trở thành hoàng đế, Mộ Dung Trung đã bị ám sát trong một cuộc chính biến của tướng Điêu Vân (刁雲), người này sau đó ủng hộ Mộ Dung Vĩnh lên làm lãnh đạo.